# Université d'économie de Cracovie
L'université d'économie de Cracovie (Uniwersytet Ekonomiczny w Krakowie, UEK) est une des cinq universités publiques de sciences économiques en Pologne.

## Histoire
Elle a été fondée en 1925 sous le nom d’École supérieure de commerce (Wyższe Studium Handlowe w Krakowie) avant de devenir en 1937 Académie de commerce de Cracovie (Akademia Handlowa w Krakowie).  Fermée par l'occupant durant la guerre, elle devient en 1950 École supérieure d'économie (Wyższa Szkoła Ekonomiczna) puis en 1974 Académie d'économie de Cracovie (Akademia Ekonomiczna w Krakowie). 
Elle reçoit le nom et le statut d'université d'économie en 2007. 

## Situation
Il s'agit du plus grand établissement de ce type en Pologne et de l'une des trois plus grandes universités de Cracovie, derrière l'université Jagellonne et l'École (Académie) des mines et de la métallurgie (AGH).
La devise de l'université en latin est « Rerum cognoscere causas et valorem », ce qui signifie en français : « Heureux qui a pu pénétrer le fond des choses ».
Son campus  est situé à proximité de la vieille ville de Cracovie et est facilement accessible à pied ou en transports publics.
En plus du campus principal de Cracovie, l'université a sept antennes d'enseignement à distance dans différentes villes de la région.